# Косово (1883 – 1912)
Вижте пояснителната страница за други значения на Косово.
„Косово“ е вестник, излизал в 1883 – 1912 година в Османската империя.